# По щучьему велению (мультфильм, 1984)
«По щучьему велению» — мультфильм, созданный на Свердловской киностудии в 1984 году режиссёром Валерием Фоминым по сценарию Александра Тимофеевского на основе русской народной сказки «По щучьему веленью».
Снят по заказу Государственного комитета Совета Министров СССР по телевидению и радиовещанию.

## Сюжет
История о лентяе Емеле. Началась зима, и нужно ходить за водой к проруби. Емеля, с трудом поборов свою лень, слезает с печи и, взяв с собой любимого ручного скворца, приходит к проруби, где вместе с водой ему в ведро попадается щука. Емеля сначала хочет пустить её на уху, но затем жалеет её и отпускает в прорубь. В награду за это щука даёт ему волшебное кольцо, что любое его желание может выполнить, если сказать нужные слова. Емеля по волшебству отправляет вёдра домой. С того момента у Емели начинается новая жизнь: ему больше ничего не нужно делать своими руками, а достаточно только говорить щукины слова — и всё это за него делается. Если надо идти в лес рубить дрова, то топор и пила сделают дело сами.
Однажды Емеля случайно встречает в лесу Марью-царевну, сбежавшую от своих нянек. Емеля и царевна влюбляются друг в друга. Но о том, что в стране происходят вещи не по-научному, не по царскому указу, а по щучьему велению, узнаёт сам царь со слов воеводы. По закону за это Емелю должны строго наказать. Царь посылает воеводу за ним, но Емеля сам приезжает в царский дворец на самоходной печи. Емелю приговаривают к заточению в бочке и сбрасыванию в море. Но по воле случая в палаты царевны, безутешно плачущей по Емеле, прилетает тот самый ручной скворец, который жил у Емели, и отдаёт ей его волшебное кольцо. Царевна сразу же приказывает вернуть Емелю обратно, и они вместе сбегают от царя на печи. Емеля решает всё на свете делать самостоятельно. И с тех пор они с царевной стали вместе жить долго и счастливо.

## Создатели
| режиссёр             | Валерий Фомин                                                                                                |
| автор сценария       | Александр Тимофеевский                                                                                       |
| художник-постановщик | Александр Петров                                                                                             |
| оператор             | Николай Грибков                                                                                              |
| композитор           | Григорий Гладков                                                                                             |
| звукооператор        | Лилия Винокур                                                                                                |
| роли озвучивали      | Николай Холмогоров, Александра Кожевникова, Михаил Светин (воевода), Лев Лемке, Рида Соловьёва, Раис Галямов |
| художники            | М. Бабушкина, Е. Павлова, Ольга Бочкарёва, Ольга Миннибаева                                                  |
| мультипликатор       | Валерий Фомин                                                                                                |
| монтажёр             | Раиса Шамрай                                                                                                 |
| редактор             | Ирина Дуйкова                                                                                                |
| директор картины     | Л. Слепнёва                                                                                                  |

Мультфильм был снят на плёнке Шосткинского п/о «Свема».

## Издание на видео
В 2007 году мультфильм был выпущен на DVD изданием «Крупный План» в сборнике мультфильмов «Про Веру и Анфису».